# آمیدا بریماه
آمیدا بریماه (انگلیسی: Amida Brimah؛ زادهٔ ۱۱ فوریهٔ ۱۹۹۴) بازیکن بسکتبال اهل غنا است.